# Lügenstein
Der Lügenstein ist gemeinsam mit der benachbarten Lügensteineiche das Wahrzeichen von Göxe, einem Stadtteil der Stadt Barsinghausen in der Region Hannover in Niedersachsen.
Beide gemeinsam wurden 1937 als das Naturdenkmal Eiche mit Teufelsstein ausgewiesen.

## Standort
Das Naturdenkmal befindet sich an der Kreuzung der Bundesstraße 65 mit dem Lügensteinweg, der Landesstraße 390, neben einer Scheune.

## Beschreibung
Das Naturdenkmal „Eiche mit Teufelsstein“ war in der zweiten Verordnung über die Sicherung von Naturdenkmalen des Landkreises Hannover aus dem Dezember 1937 enthalten. Die für die Aufgaben der unteren Naturschutzbehörde im Gebiet der Stadt Barsinghausen zuständige Region Hannover übernahm bei der Neuregelung des Verzeichnisses im Jahr 2010 den Baum mit dem Kennzeichen „ND-H 6“.

### Der Lügenstein

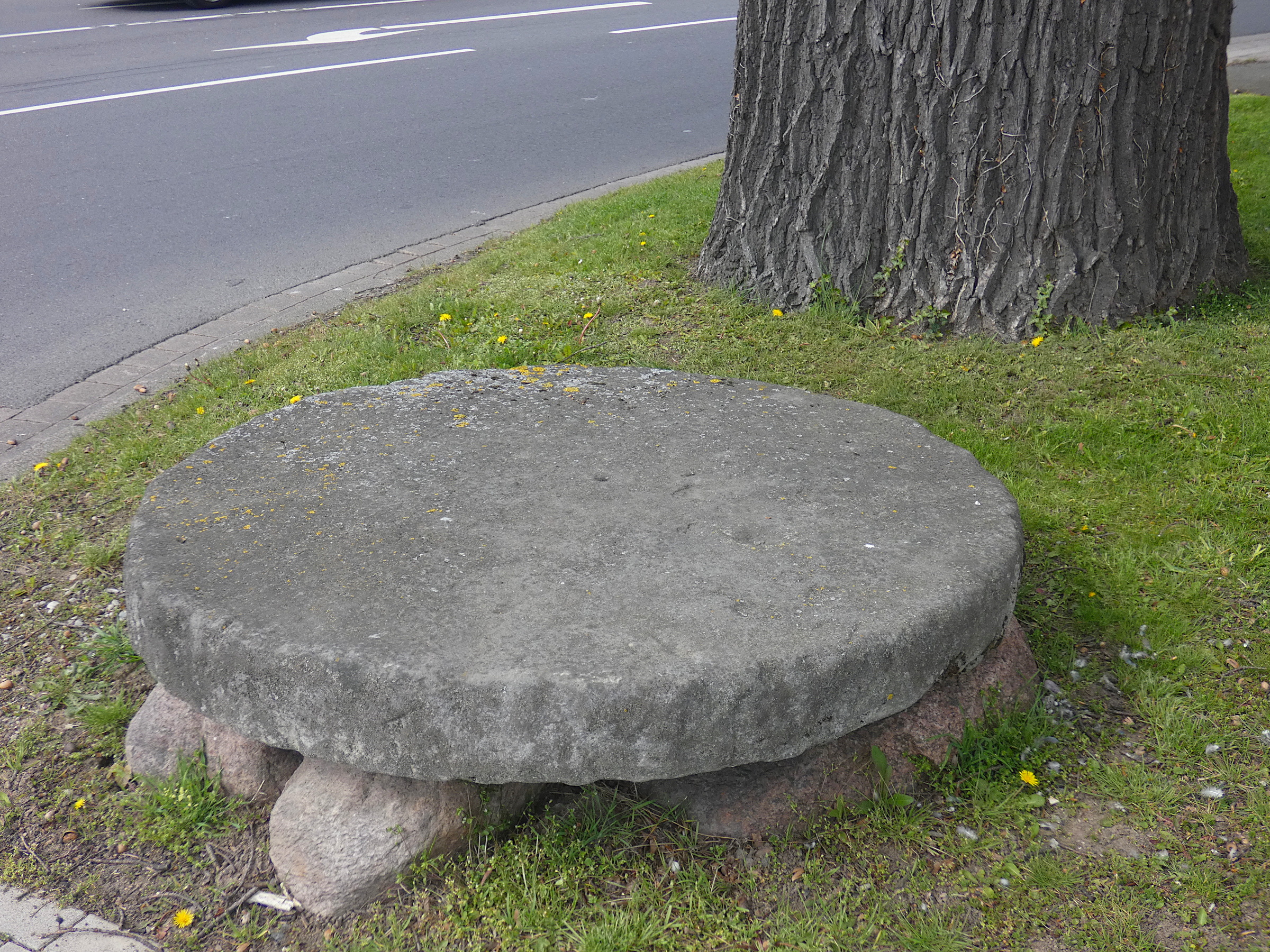
Der Lügenstein

Teil des Naturdenkmals ist eine „Steinplatte am Stammfuß, die auf Findlingen gelagert ist“.
Der Deckstein der Steinsetzung war angeblich der weit und breit größte und schwerste Findling. Möglicherweise war hier eine vorchristliche Opferstätte. Der Sage nach predigten an dieser Stelle die ersten christlichen Missionare in der Gegend. Der ursprüngliche Deckstein wurde im 19. Jahrhundert durch „junge Burschen“ aus dem Nachbardorf Stemmen im Übermut durch den Ort gerollt und zerschlagen. Die Bruchstücke wurden zum Hausbau verwendet.
Die Stemmer mussten als Ersatz den heutigen, angeblich viel kleineren Deckstein nach Göxe schaffen.
Der Stein ist eine annähernd kreisrunde Sandsteinplatte, mit einer Dicke von 20 cm und einem Durchmesser von gut 1,50 m. Die angrenzende Straße trägt den Namen Lügensteinweg.
Nach einer anderen Quelle trägt der Deckstein auch die Bezeichnung „Teufelsstein“. Die Bezeichnung wurde im Naturdenkmalverzeichnis aufgegriffen.
Wer sich auf die runde Steinplatte setzt, muss der Legende nach die Wahrheit sagen. Dies könnte auf eine frühere Nutzung als Versammlungsort zurückgehen.

### Die Lügensteineiche
Der Baum als Teil des Naturdenkmals ist eine mächtige Eiche. Sie war laut Beschreibung in der Naturdenkmalverordnung der Region Hannover im Jahr 2010 eine „ausgeprägte Stieleiche in einem guten physiologischen Zustand“. Der das Ortsbild prägende Baum sollte wegen seiner Schönheit geschützt werden. Die Lügensteineiche war 2020 ungefähr 21 m hoch. Der Stammumfang in 1,30 m Höhe wurde mit 4,66 m angegeben.

## Göxer Wappen

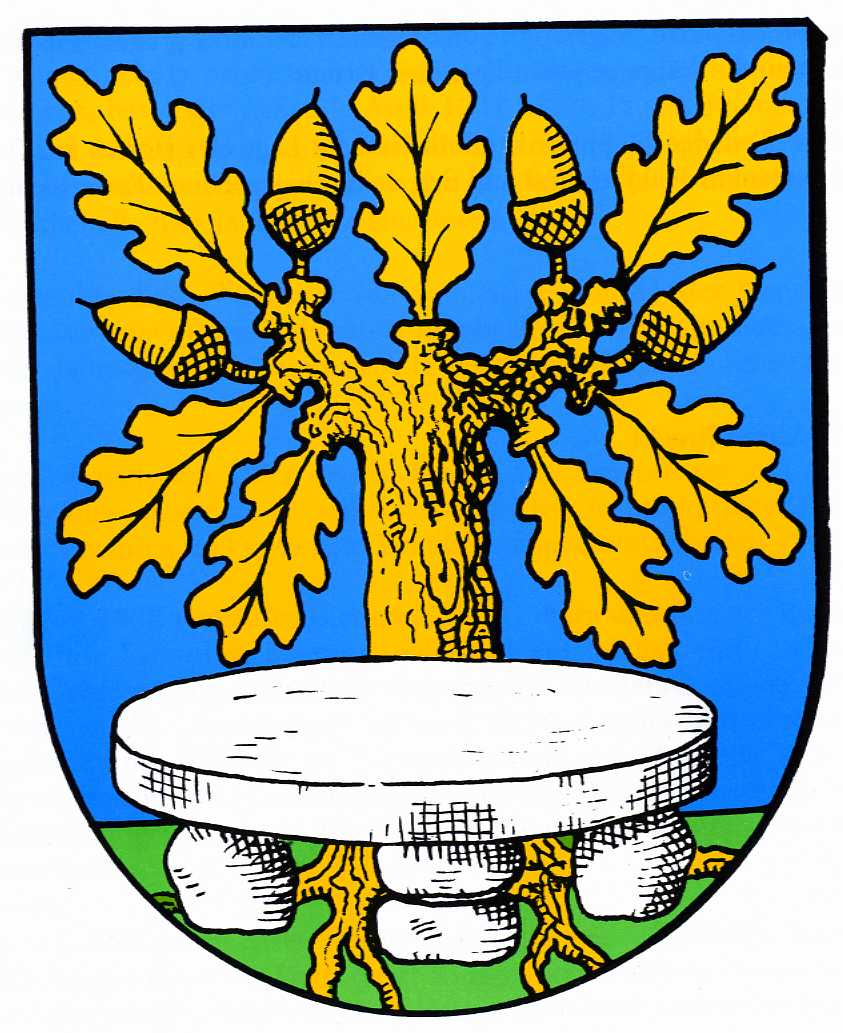
Wappen von Göxe

Das im November 1959 durch den Regierungspräsidenten in Hannover genehmigte Wappen der damals noch selbstständigen Gemeinde Göxe zeigt eine Abbildung von Eiche und Lügenstein.